# Jonathan Helpert
Jonathan Helpert, né le 22 juillet 1983 à Paris, est un réalisateur français.

## Filmographie

### Longs métrages
- 2015 : House of Time
- 2019 : Io

### Courts métrages
- 2006 : Colt
- 2007 : Fall
- 2008 : Dangerous Games
- 2010 : Milkshake
- 2012 : Black Enchantment